# Hemiphanes inusitatum
Hemiphanes inusitatum là một loài tò vò trong họ Ichneumonidae.